# Ladislav Hlad
Ladislav Hlad (3. února 1908, Plzeň – 16. prosince 1979, Moravec) byl český katolický kněz, terciář dominikánů s řádovým jménem Albert, tajně vysvěcený biskup pro pražskou arcidiecézi, vězeň komunistické totality protiprávně[zdroj⁠?!] odsouzený na 12 let, odseděl si 5,5 roku, po smrti rehabilitován.

## Mládí a první republika
Ladislav Hlad se narodil 3. února 1908 v Plzni, kde byl do týdne pokřtěn, jako nejstarší dítě Ladislavu a Karolíně Hladovým. Otec byl topič původem z Prahy, matka dcera krejčího ze Lnářů. Později měl ještě dvě sestry Elišku (* 1909) a Marii (* 1920), Marie však zemřela ve druhém roce života. Když bylo Ladislavovi 14 let, zemřel mu otec. Za první světové války vystudoval obecnou školu (1914–1918), za republiky 1918–1926 reálku s maturitou.
Byl v noviciátu Dominikánů, nakonec však vstoupil pouze do třetího řádu a při obláčce dostal jméno Albert Veliký. V letech 1926–1930 studoval na Katolické teologické fakultě Karlovy univerzity v Praze. Protože byl z velmi chudých poměrů, na studiích musel být podporován dobrodinci (např. Josef Limpouch). Na kněze byl vysvěcen 6. července 1930 pražským arcibiskupem Františkem Kordačem.
Jako kaplan působil v Rokycanech (1930), v Sedlci–Prčici (1932) a na Sázavě (1934). Od roku 1934–1950 byl nejprve administrátorem a poté farářem v Obděnicích u Sedlčan, kde s ním žila i jeho matka a sestra.

## Poválečné období
Nově vysvěcený pražský arcibiskup Josef Beran ho nejprve v roce 1946 ustanovil pastoračním referentem pro venkov, v roce 1948 vikářem v Sedlčanském vikariátu, v roce 1949 byl jmenován arcibiskupským notářem. V roce 1949 mu v chvatu před internací ústně udělil práva generálního vikáře. Skrze provinciála jezuitů Františka Šilhana a další prostředníky komunikoval nepřímo s internovaným Beranem. V březnu 1950 převzal z rukou nuncia Ottavio De Liva jmenovací dekret, kde ho papež na návrh Berana jmenoval titulárním biskupem cedijským, bez sídelního biskupství. Byla mu svěřena pravomoc zastupovat stávající biskupy, bude-li jim znemožněn výkon funkcí a výslovně nesměl nosit biskupské insignie. Internovaný arcibiskup Beran požádal Štěpána Trochtu, aby Hlada tajně vysvětil. To se stalo v soukromé kapli svatého Vavřince biskupa 26. března 1950 v Litoměřicích se spolusvětitelem Kajetánem Matouškem, druhý spolusvětitel byl dispensován.

## Biskup a věznění
Po svěcení se vrátil jako farář do Obděnic odkud, v očekávání že bude zatčen, se uchýlil do Českých Budějovic. Zde byl v červenci 1950 zatčen v souvislosti s číhošťským zázrakem. Odsouzen byl v září 1950 na tři roky žaláře za údajně spáchaný trestný čin sdružování proti republice, jeho biskupské svěcení se podařilo utajit. Žalářován byl v internačním táboře Želiv, věznici Mírov a na Pankráci. V prosinci 1951 byl podmínečně propuštěn a ustanoven administrátorem v Kladně–Rozdělově (1952–1958). Zde také postupně 1952–1954 vysvětil sedm bohoslovců, kteří nenastoupili do státem kontrolovaných seminářů a absolvovali zčásti tajné studium (František Vítek, 1923–1993), Jan Heryán, Josef Garaja (1922–1981), Josef Knödl (1929–1993), Jaroslav Vyterna (1927–2019), Bedřich Šimůnek a Vladimír Kusý. ) V roce 1955 utrpěl na motocyklu za nejasných okolností těžkou nehodu s nákladním vozidlem, kdy mu byla amputována noha. Řidič motorky a tajný bohoslovec Vladimír Kabát zahynul.
Po rehabilitaci se vrátil do Kladna, kde 29. prosince 1956 vysvětil slovenského bohoslovce Augustina Havlíka OFM (1925–1997). V roce 1958 byl přeložen do Tachlovic, kde vysvětil na jáhna slovenského bohoslovce Vojtěcha Kováčika SVB (1924–2007), kněžské svěcení naplánované za dva týdnu už nestihl provést.

## Druhé zatčení a rehabilitace

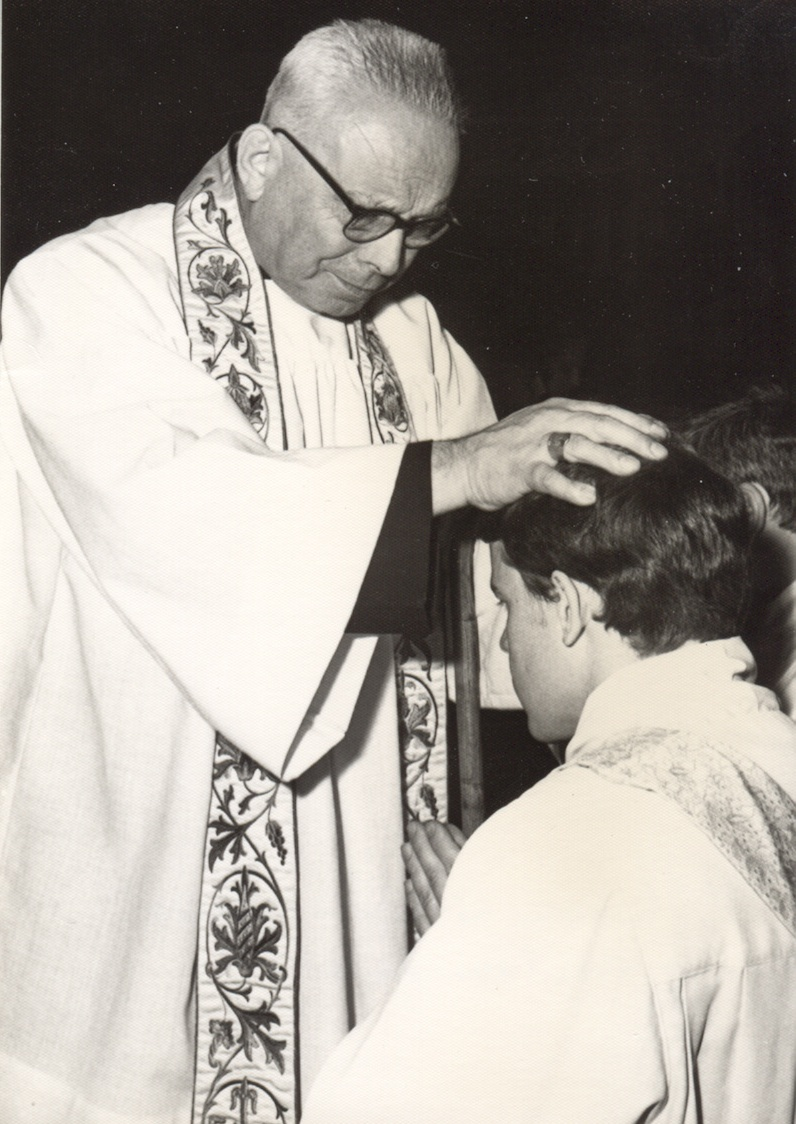
Biskup Hlad při kněžském svěcení v roce 1974

Zde byl opět 10. srpna 1959 zatčen StB, která už o jeho aktivitách biskupa věděla. V roce 1960 byl odsouzen na 9 let za údajné podvracení republiky, žalářován byl ve věznici Mírov a ve Valdicích a na amnestii prezidenta v roce 1963 mu byl zbytek trestu prominut.
Po návratu z vězení působil v Oseku u Duchcova, v roce 1966 přemístěn do domova pro staré kněze v Senohrabech u Prahy. Během pražského jara se zúčastnil Díla koncilové obnovy. Naposledy je přeložen do Charitního domova pro kněze v Moravci u Žďáru nad Sázavou. Zde také zemřel v neděli 16. prosince 1979 a pohřben byl do rodinné hrobky na plzeňském hřbitově svatého Václava. V roce 1990 byl plně rehabilitován.